# Cabera pacificaria
Cabera pacificaria là một loài bướm đêm trong họ Geometridae.